# Relacions entre Moçambic i el Canadà
Les relacions entre Moçambic i el Canadà es refereix a la les relacions actuals i històriques entre Canadà i Moçambic. Aquestes relacions començaren en 1975 després que Moçambic esdevingués un estat independent. Des que va obtenir la independència, Canadà i Moçambic han mantingut relacions diplomàtiques pacífiques.
Canadà té una alta comissió a Maputo, la representació moçambiquesa al Canadà és a mans de l'Alta Comissió de Moçambic a Canadà, situada a Washington D.C.

## Comerç econòmic

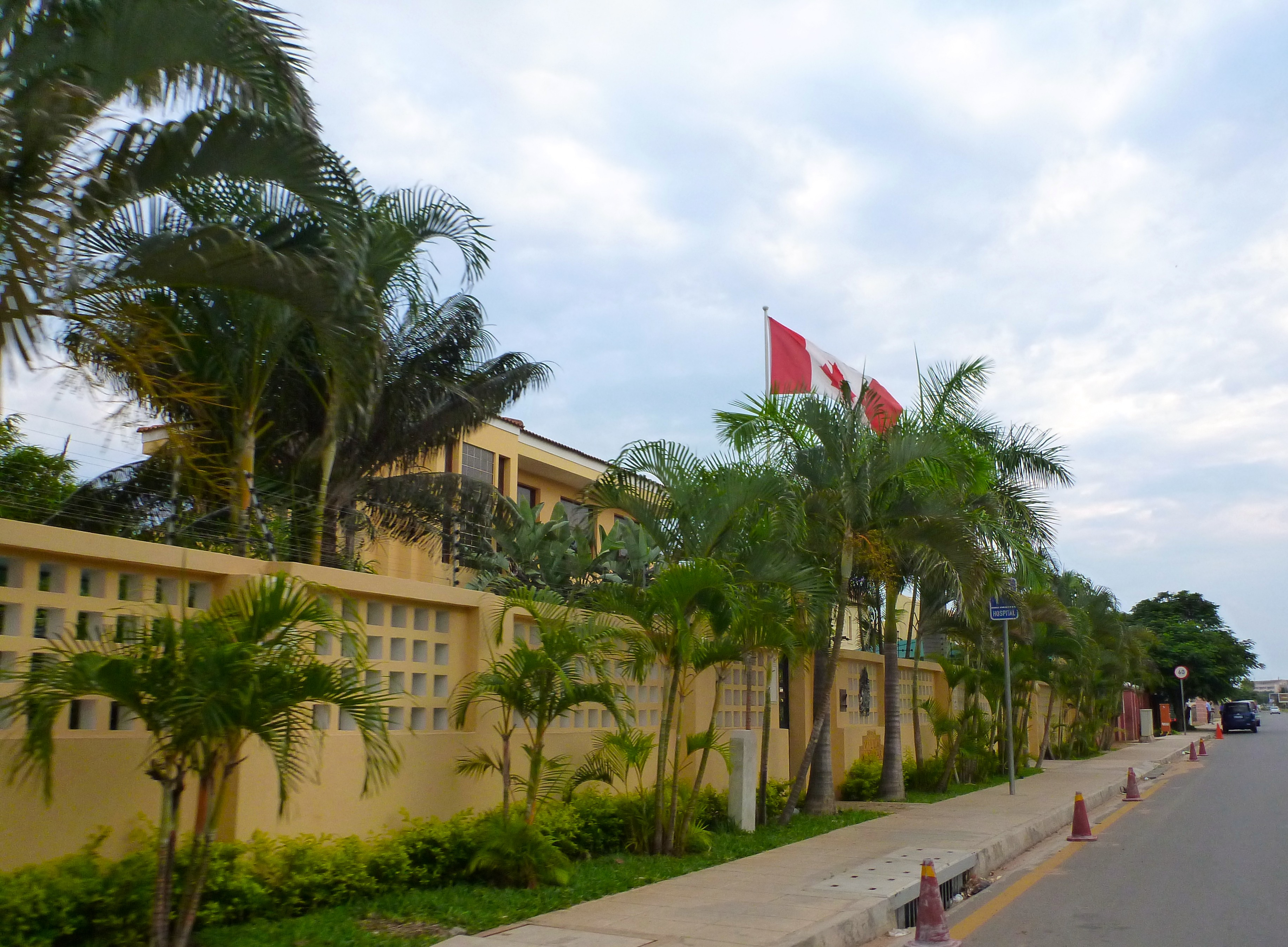
Alta Comissió del Canadà a Maputo

El comerç entre Canadà i Moçambic és limitat, però en els propers anys ha augmentat força. La quantitat total de comerç bilateral entre les dues nacions en 2008 va ser de 13.300.000 $. Canadà exporta principalment blat i peces de vestir i tèxtils, mentre que el 75% les exportacions de Moçambic a Canadà consisteixen en tabac. En els últims anys les empreses mineres canadenques han invertit a Moçambic i poden continuar la seva expansió en els propers anys.

## Manteniment de la pau
Canadà ha participat en missions de manteniment de la pau des de 1992-1994 com a part de l'ONUMOZ després de 15 anys de guerra civil. Canadà i uns altres 39 estats d'arreu del món van contribuir amb 6.625 efectius de personal militar en l'operació ONUMOZ. Canadà i les Nacions Unides monitoritzatrns Moçambic per posar en pràctica l'acord general de pau signat entre la República de Moçambic i la Resistència Nacional de Moçambic, que incloïa la protecció de les rutes de transport, el que garantia l'alto el foc i el seguiment del procés electoral.

## Ajuda exterior

### Agenda per l'Eficàcia de l'Ajuda
L'Agenda per l'Eficàcia de l'Ajuda és un programa fet pel Govern del Canadà per fer aquesta ajuda internacional més “eficient, centrada, i responsable.” Això es va aconseguir a través de centrar-se en països específics. L'Agència Canadenca de Desenvolupament Internacional (CIDA) va escollir 20 països que complien amb 3 sèries de criteris: necessitats, capacitat de beneficiar-se de manera significativa de l'assistència canadenca, l'alineament amb la política exterior canadenca. L'agenda també va incloure tres temes prioritaris: Nens i joves, seguretat alimentària i creixement econòmic que són tots emprats en els esforços de la CIDA a Moçambic. En el cas de Moçambic, Canadà és “un dels principals donants bilaterals”.

### Agència Canadenca de Desenvolupament Internacional
Moçambic va ser designat en 2009 com un dels 20 'països principals' com a part de la seva Agenda per l'Eficàcia de l'Ajuda. L'Agència Canadenca de Desenvolupament Internacional (CIDA) dona suport al document d'estratègia per reducció de la pobresa del govern de Moçambic, que descriu "el desenvolupament econòmic, incloent l'agricultura, el capital humà (educació i salut) [i] govern (incloent l'ús eficient dels recursos públics)". Els esforços de la CIDA es classifiquen en els temes de la infantesa i la joventut i el creixement econòmic. Els nens moçambiquesos són recolzats a través augment de la qualitat de l'educació i l'accés als serveis de salut, incloent la resposta a la crisi de la VIH/SIDA. A la Conferència del G8 de 2010, Moçambic va ser nomenat un dels 10 països de la Iniciativa Muskoka, donant suport a la salut materna, infantil i neonatal. El creixement econòmic es promou a través del suport al pressupost nacional de Moçambic.